# Rio Ituim
Le rio Ituim est un cours d'eau brésilien de l'État du Rio Grande do Sul.